# Здание представительства компании «Зингер» (Краснозёрское)
Здание компании «Зингер» — двухэтажный кирпичный дом в Краснозёрском (Новосибирская область), построенный в начале XX века для представительства американской компании «Зингер». Единственная сохранившаяся постройка усадьбы и первое в селе каменное здание. Памятник архитектуры регионального значения.

## Описание
Памятник архитектуры расположен в центральной части Краснозёрского, главным юго-западным фасадом выходит на красную линию улицы.
Юго-западный и юго-восточный фасады композиционно симметричны.
Кирпичный объём здания завершён четырёхскатной вальмовой крышей стропильной конструкции из железа. Для лицевой кладки несущих стен был использован красный кирпич (27 × 13 × 7 см). Толщина наружных стен составляет 2,5 кирпича.
К северо-восточному фасаду со стороны двора в более позднее время были пристроены одноэтажные сени с односкатной крышей.
По пять окон с лучковым завершением выходят на юго-западный и северо-восточный фасады, четыре — на юго-восточный и одно — на северо-западный.
Для декора фасадов применена техника лицевой кирпичной кладки. Углы дома подчёркнуты лопатками. На лопатках первого этажа имеются по три размещённых друг над другом ниши. Завершающий композицию здания выступающий карниз объединяет собой по периметру промежуточные карнизы надоконных наличников. Лопатки на втором этаже украшены нишами прямоугольного вида с фигурными элементами.
Окна дома подчёркнуты рельефными кирпичными наличниками. Бровки наличников первого и второго этажей с зубчатым орнаментом из тёсаных фигурных кирпичей образуют сплошной выступающий промежуточный карниз, опоясывающий здание по периметру. Тёсаный фигурный кирпич использован также в сложном и включающем в себя криволинейные элементы профиле карнизных, подоконных и межэтажных тяг.
Венчающий карниз со стороны главного и северо-восточного фасадов базируется на ступенчатых кирпичных кронштейнах.
Карниз и межэтажные тяги со стороны северо-восточного и северо-западного фасадов декорированы строго.
Продольная в плане стена разделяет пространство здания на два равновеликих прямоугольника. Ранее внутри дома были устроены также поперечные перегородки, которые образовывали помещения под склад, контору и т. д.
В объёме со стороны двора размещена лестница на второй этаж. Межэтажные перекрытия выполнены из дерева.
Размеры здания — 11 × 13 м.